# Single numer jeden w roku 2018 (Japonia)
Notowanie Weekly Singles Chart (jap. 週間シングルチャート Shūkan Shinguru Chāto) przedstawia najlepiej sprzedające się single w Japonii. Publikowane jest ono przez magazyn Oricon Style, a dane kompletowane są przez Oricon w oparciu o cotygodniowe wyniki sprzedaży fizycznej singli. Poniżej znajdują się tabele prezentujące najpopularniejsze single w danych tygodniach w roku 2018.
Notowanie Billboard Japan Hot 100 przedstawia najpopularniejsze single w Japonii. Publikowane jest ono przez magazyn Billboard i Hanshin Contents Link, a dane kompletowane są w oparciu o sprzedaż CD singli (udostępniane przez SoundScan Japan), częstotliwość emitowania piosenek na antenach japońskich stacji radiowych (udostępniane przez firmę Plantech), dane sprzedaży w sklepach internetowych oraz dane sprzedaży z iTunes Japan. Na pozycję na liście dodatkowo wpływają: tweety odnoszące się do utworów z danych Twittera zebrane przez NTT DATA, dane pochodzące z Gracenote – ile razy dana płyta została włożona do komputera, a także dane z ponad 3900 sklepów sprzedających muzykę cyfrowo.

## Oricon Weekly Singles Chart
| Data            | Singel | Wykonawca                | Źródło |
| --------------- | --- | ------------------------ | ------ |
| 1 stycznia      | „White Love” | Hey! Say! JUMP           | [ 1 ]  |
| 8 stycznia      | „Warota People” (jap. ワロタピーポー)                                                                             | NMB48                    | [ 2 ]  |
| 15 stycznia     | „Nigemizu” (jap. 逃げ水)                                                                                          | Nogizaka46               | [ 3 ]  |
| 22 stycznia     | „Muishiki no iro” (jap. 無意識の色)                                                                               | SKE48                    | [ 4 ]  |
| 29 stycznia     | „LPS” | NEWS                     | [ 5 ]  |
| 5 lutego        | „Topaz Love/DESTINY”                                                                                              | KinKi Kids               | [ 6 ]  |
| 12 lutego       | „Kurayami” (jap. 暗闇)                                                                                            | STU48                    | [ 7 ]  |
| 19 lutego       | „Candy Pop” | Twice                    | [ 8 ]  |
| 26 lutego       | „Maeomuke” (jap. マエヲムケ)                                                                                      | Hey! Say! JUMP           | [ 9 ]  |
| 5 marca         | „Find The Answer”                                                                                                 | Arashi                   | [ 10 ] |
| 12 marca        | „Doraemon (singel Gena Hoshino)” (jap. ドラえもん)                                                                | Gen Hoshino              | [ 11 ] |
| 19 marca        | „Glass o ware!” (jap. ガラスを割れ!)                                                                              | Keyakizaka46             | [ 12 ] |
| 26 marca        | „ja-ba-ja” (jap. ジャーバージャ)                                                                                  | AKB48                    | [ 13 ] |
| 2 kwietnia      | „HARE Hare Carnival” (jap. HARE晴れカーニバル)                                                                    | Matsuri nine.            | [ 14 ] |
| 9 kwietnia      | „PAiNT it BLACK”                                                                                                  | BiSH                     | [ 15 ] |
| 16 kwietnia     | „Yokubōmono” (jap. 欲望者)                                                                                        | NMB48                    | [ 16 ] |
| 23 kwietnia     | „Haru wa doko kara kuru no ka?” (jap. 春はどこから来るのか?)                                                      | NGT48                    | [ 17 ] |
| 30 kwietnia     | „Ask Yourself” | KAT-TUN                  | [ 18 ] |
| 7 maja          | „Synchronicity” (jap. シンクロニシティ)                                                                           | Nogizaka46               | [ 19 ] |
| 14 maja         | „Hayaokuri Calendar” (jap. 早送りカレンダー)                                                                      | HKT48                    | [ 20 ] |
| 21 maja         | „Shinkarion” (jap. 進化理論)                                                                                      | Boys and Men             | [ 21 ] |
| 28 maja         | „Wake Me Up” | Twice                    | [ 22 ] |
| 4 czerwca       | „Cinderella Girl” (jap. シンデレラガール)                                                                         | King & Prince            | [ 23 ] |
| 11 czerwca      | „Teacher Teacher”                                                                                                 | AKB48                    | [ 24 ] |
| 18 czerwca      | „Innocent Days” (jap. イノセントデイズ)                                                                           | Sexy Zone                | [ 25 ] |
| 25 czerwca      | „Are you Happy?/A gonna”                                                                                          | Morning Musume. ’18      | [ 26 ] |
| 2 lipca         | „SUMMER LOVE” | MAG!C☆PRINCE             | [ 27 ] |
| 9 lipca         | „BLUE” | NEWS                     | [ 28 ] |
| 16 lipca        | „Ikinari Punch Line” (jap. いきなりパンチライン)                                                                  | SKE48                    | [ 29 ] |
| 23 lipca        | „L.O.V.E.” | Kis-My-Ft2               | [ 30 ] |
| 30 lipca        | „Gyakuten Lovers” (jap. 逆転ラバーズ)                                                                             | KEN☆Tackey               | [ 31 ] |
| 6 sierpnia      | „Natsu hayate” (jap. 夏疾風)                                                                                      | Arashi                   | [ 32 ] |
| 13 sierpnia     | „COSMIC☆HUMAN” | Hey! Say! JUMP           | [ 33 ] |
| 20 sierpnia     | „Jikochū de ikō!” (jap. ジコチューで行こう!)                                                                      | Nogizaka46               | [ 34 ] |
| 27 sierpnia     | „Ambivalent” (jap. アンビバレント)                                                                                | Keyakizaka46             | [ 35 ] |
| 3 września      | „one more purple funk... -Komei katana-” (jap. one more purple funk… -硬命 katana-)                               | ENDRECHERI               | [ 36 ] |
| 10 września     | „JOY shitai kimochi” (jap. JOYしたいキモチ)                                                                       | A.B.C-Z                  | [ 37 ] |
| 17 września     | „Koko ni” (jap. ここに)                                                                                           | Kanjani ∞                | [ 38 ] |
| 24 września     | „Ikiro” (jap. 「生きろ」)                                                                                         | NEWS                     | [ 39 ] |
| 1 października  | „Sentimental Train” (jap. センチメンタルトレイン)                                                                 | AKB48                    | [ 40 ] |
| 8 października  | „YEAH YEAH YEAH/akogare no Stress-free/Hana, takenawa no toki” (jap. YEAH YEAH YEAH/憧れのStress-free/花、闌の時) | Hello! Project All Stars | [ 41 ] |
| 15 października | „Kimi, boku.” (jap. 君、僕。)                                                                                     | Kis-My-Ft2               | [ 42 ] |
| 22 października | „Memorial” | King & Prince            | [ 43 ] |
| 29 października | „Boku datte naichau yo” (jap. 僕だって泣いちゃうよ)                                                               | NMB48                    | [ 44 ] |
| 5 listopada     | „Kimi no uta” (jap. 君のうた)                                                                                     | Arashi                   | [ 45 ] |
| 12 listopada    | „Flamingo/TEENAGE RIOT”                                                                                           | Kenshi Yonezu            | [ 46 ] |
| 19 listopada    | „FAKE LOVE/Airplane pt.2”                                                                                         | BTS                      | [ 47 ] |
| 26 listopada    | „Kaerimichi wa tōmawari shitaku naru” (jap. 帰り道は遠回りしたくなる)                                             | Nogizaka46               | [ 48 ] |
| 3 grudnia       | „Jealous” | TVXQ                     | [ 49 ] |
| 10 grudnia      | „NO WAY MAN” | AKB48                    | [ 50 ] |
| 17 grudnia      | „Karakuri-darake no Tenderness/Suppin KISS” (jap. カラクリだらけのテンダネス/すっぴんKISS)                        | Sexy Zone                | [ 51 ] |
| 24 grudnia      | „Stand by you” | SKE48                    | [ 52 ] |
| 31 grudnia      | „Aitai, aitai, aenai.” (jap. 会いたい、会いたい、会えない。)                                                      | KinKi Kids               | [ 53 ] |

## BillboardJapan Hot 100
| Data            | Singel                                                                | Wykonawca                | Źródło  |
| --------------- | --------------------------------------------------------------------- | ------------------------ | ------- |
| 1 stycznia      | „White Love”                                                          | Hey! Say! JUMP           | [ 54 ]  |
| 8 stycznia      | „Warota People” (jap. ワロタピーポー)                                 | NMB48                    | [ 55 ]  |
| 15 stycznia     | „Hero”                                                                | Namie Amuro              | [ 56 ]  |
| 22 stycznia     | „Muishiki no iro” (jap. 無意識の色)                                   | SKE48                    | [ 57 ]  |
| 29 stycznia     | „LPS”                                                                 | NEWS                     | [ 58 ]  |
| 5 lutego        | „Topaz Love”                                                          | KinKi Kids               | [ 59 ]  |
| 12 lutego       | „Kurayami” (jap. 暗闇)                                                | STU48                    | [ 60 ]  |
| 19 lutego       | „Candy Pop”                                                           | Twice                    | [ 61 ]  |
| 26 lutego       | „Maeomuke” (jap. マエヲムケ)                                          | Hey! Say! JUMP           | [ 62 ]  |
| 5 marca         | „Find The Answer”                                                     | Arashi                   | [ 63 ]  |
| 12 marca        | „Doraemon (singel Gena Hoshino)” (jap. ドラえもん)                    | Gen Hoshino              | [ 64 ]  |
| 19 marca        | „Glass o ware!” (jap. ガラスを割れ!)                                  | Keyakizaka46             | [ 65 ]  |
| 26 marca        | „ja-ba-ja” (jap. ジャーバージャ)                                      | AKB48                    | [ 66 ]  |
| 2 kwietnia      | „Lemon”                                                               | Kenshi Yonezu            | [ 67 ]  |
| 9 kwietnia      | „Lemon”                                                               | Kenshi Yonezu            | [ 68 ]  |
| 16 kwietnia     | „Yokubōmono” (jap. 欲望者)                                            | NMB48                    | [ 69 ]  |
| 23 kwietnia     | „Haru wa doko kara kuru no ka?” (jap. 春はどこから来るのか?)          | NGT48                    | [ 70 ]  |
| 30 kwietnia     | „Ask Yourself”                                                        | KAT-TUN                  | [ 71 ]  |
| 7 maja          | „Synchronicity” (jap. シンクロニシティ)                               | Nogizaka46               | [ 72 ]  |
| 14 maja         | „Hayaokuri Calendar” (jap. 早送りカレンダー)                          | HKT48                    | [ 73 ]  |
| 21 maja         | „Shinkarion” (jap. 進化理論)                                          | Boys and Men             | [ 74 ]  |
| 28 maja         | „Wake Me Up”                                                          | Twice                    | [ 75 ]  |
| 4 czerwca       | „Cinderella Girl” (jap. シンデレラガール)                             | King & Prince            | [ 76 ]  |
| 11 czerwca      | „Teacher Teacher”                                                     | AKB48                    | [ 77 ]  |
| 18 czerwca      | „Innocent Days” (jap. イノセントデイズ)                               | Sexy Zone                | [ 78 ]  |
| 25 czerwca      | „Are you Happy?”                                                      | Morning Musume. ’18      | [ 79 ]  |
| 2 lipca         | „THE New Era”                                                         | Got7                     | [ 80 ]  |
| 9 lipca         | „BLUE”                                                                | NEWS                     | [ 81 ]  |
| 16 lipca        | „Ikinari Punch Line” (jap. いきなりパンチライン)                      | SKE48                    | [ 82 ]  |
| 23 lipca        | „L.O.V.E.”                                                            | Kis-My-Ft2               | [ 83 ]  |
| 30 lipca        | „Gyakuten Lovers” (jap. 逆転ラバーズ)                                 | KEN☆Tackey               | [ 84 ]  |
| 6 sierpnia      | „Natsu hayate” (jap. 夏疾風)                                          | Arashi                   | [ 85 ]  |
| 13 sierpnia     | „COSMIC☆HUMAN”                                                        | Hey! Say! JUMP           | [ 86 ]  |
| 20 sierpnia     | „Jikochū de ikō!” (jap. ジコチューで行こう!)                          | Nogizaka46               | [ 87 ]  |
| 27 sierpnia     | „Ambivalent” (jap. アンビバレント)                                    | Keyakizaka46             | [ 88 ]  |
| 3 września      | „Idea” (jap. アイデア)                                                | Gen Hoshino              | [ 89 ]  |
| 10 września     | „Idea” (jap. アイデア)                                                | Gen Hoshino              | [ 90 ]  |
| 17 września     | „Koko ni” (jap. ここに)                                               | Kanjani ∞                | [ 91 ]  |
| 24 września     | „Ikiro” (jap. 「生きろ」)                                             | NEWS                     | [ 92 ]  |
| 1 października  | „Sentimental Train” (jap. センチメンタルトレイン)                     | AKB48                    | [ 93 ]  |
| 8 października  | „YEAH YEAH YEAH”                                                      | Hello! Project All Stars | [ 94 ]  |
| 15 października | „Kimi, boku.” (jap. 君、僕。)                                         | Kis-My-Ft2               | [ 95 ]  |
| 22 października | „Memorial”                                                            | King & Prince            | [ 96 ]  |
| 29 października | „Boku datte naichau yo” (jap. 僕だって泣いちゃうよ)                   | NMB48                    | [ 97 ]  |
| 5 listopada     | „Kimi no uta” (jap. 君のうた)                                         | Arashi                   | [ 98 ]  |
| 12 listopada    | „Flamingo”                                                            | Kenshi Yonezu            | [ 99 ]  |
| 19 listopada    | „FAKE LOVE”                                                           | BTS                      | [ 100 ] |
| 26 listopada    | „Kaerimichi wa tōmawari shitaku naru” (jap. 帰り道は遠回りしたくなる) | Nogizaka46               | [ 101 ] |
| 3 grudnia       | „Old Fashion” (jap. オールドファッション)                             | Back number              | [ 102 ] |
| 10 grudnia      | „NO WAY MAN”                                                          | AKB48                    | [ 103 ] |
| 17 grudnia      | „Karakuri-darake no Tenderness” (jap. カラクリだらけのテンダネス)     | Sexy Zone                | [ 104 ] |
| 24 grudnia      | „Stand by you”                                                        | SKE48                    | [ 105 ] |
| 31 grudnia      | „Aitai, aitai, aenai.” (jap. 会いたい、会いたい、会えない。)          | KinKi Kids               | [ 106 ] |